# Antisovjetizam
Antisovjetizam (rus. антисоветизм) je zajednički izraz za ideologije, skupina, pojedince koje je karakteriziralo suprotstavljanje sovjetskim režimima u državama nekadašnjeg Ruskog Carstva za vrijeme ruske revolucije i građanskog rata, odnosno kasnije stvorenoj sovjetskoj državi i njenim satelitima i saveznicima iz tzv. Istočnog bloka. Pod tim pojmom su se podrazumijevale mnogobrojne, raznolike i ponekad međusobno suprotstavljene grupe i pojedinci - od reakcionarnih monarhista koji su nastojali obnoviti apsolutnu monarhiju dinastije Romanov, preko nacionalističkih pokreta u državama stvorenim nestankom Ruskog Carstva do anarhista iz redova radikalne ljevice. Pod antisovjetizmom se također mogu podrazumijevati i različite aktivnosti - od pokušaja obaranja sovjetske vlasti oružanim putem (što su bez uspjeha pokušali kontrarevolucionari u građanskom ratu i nacistička Njemačka u drugom svjetskom ratu) pa do kritike sovjetskog režima karakterističnog za sovjetske disidente 1970-ih i 1980-ih. 
U samom SSSR-u je javno iskazivanje antisovjetskih stavova bilo najstrože zabranjeno i sa sobom u pravilu povlačilo teške sankcije - od pogubljenja, zatvaranja u gulage, unutarnjeg egzila i, kasnije, prisilnog smještanja u psihijatrijske bolnice. 

## Povezanice
- Rusofobija